# Значимый символ
Значимый символ (от греч. symbolon — знак, опознавательная примета) — понятие из области социологии, введённое американским философом Джорджом Гербертом Мидом. Обозначает событие, жест, свойственный человеку, и сознательно используемый им в процессе взаимодействия с социальной средой с целью коммуникации одного индивидуума с другим, обладающий схожим значением для воспринимающего и передающего. Значимый символ является важной частью символического интеракционизма.

## Описание
Значимый символ, как самостоятельное социологическое понятие, неоднородно и имеет глубокий смысловой контекст. Различные символы используются человеком с незапамятных времён, они имеют определённую цель и служат для обозначения чего-либо не очевидного, скрытого от поверхностного наблюдения. У символа всегда должна быть строго определённая цель, если цели нет, то и не существует символа как такового. У символов, как правило, существует целый ряд связанных между собой значений. Символизация незыблемый сегмент межличностных отношений человеческих индивидов.
Немаловажную роль в истории развития человеческого общества сыграла символизация, с нею тесно связан любой вид познания. Её значимость в процессе развития людей невозможно переоценить. Именно символизация является ключевым аспектом процесса социализации человека. У древних представителей человеческого вида была плоха развита социальная сфера взаимоотношений. Но в процессе культурной эволюции произошло значительное изменение общественной структуры людей. Теперь для полноценного взаимодействия между людьми были необходимы более сложные связующие звенья. Значимый символ в таких взаимоотношениях выступает в роли многослойной, рассчитанной на определённую поведенческую реакцию, межличностной константой, без которой практические не возможны межличностные отношения людей. А без межличностных отношений невозможно полноценное существование человеческого общества в привычном нам понимании. Таким образом, значимый символ как элемент символического интеракционизма является одной из фундаментальных основ человеческой социализации и всей общественной жизни в целом.

## История термина
Термин значимый символ был создан американским философом и психологом Джорджом Гербертом Мидом, оказавшим значительное влияние на социологию XX века. Дж. Г. Мид проявлял интерес к работам немецкого врача Вильгельма Вундта. Благодаря его работам Мид получил необходимую долю информации о роли жеста в социальном взаимодействии.

## См.также
- Джордж Герберт Мид
- Символический интеракционизм